# Grüngraben (Heinersreuth)
Grüngraben (früher auch Gränitzgraben genannt) ist ein Gemeindeteil von Heinersreuth im oberfränkischen Landkreis Bayreuth in Bayern. Grüngraben liegt in der Gemarkung Altenplos.

## Geografie
Das Dorf bildet mit Altenplos im Norden eine geschlossene Siedlung. Im Westen grenzt der Forst Neustädtlein an.

## Geschichte
Gegen Ende des 18. Jahrhunderts bestand Grüngraben aus 13 Anwesen (1 Mühle, 1 Höflein, 11 Tropfhäuser). Die Hochgerichtsbarkeit stand dem bayreuthischen Stadtvogteiamt Bayreuth zu. Die Dorf- und Gemeindeherrschaft hatte das Hofkastenamt Bayreuth. Die Verwaltung Altenplos war Grundherr sämtlicher Anwesen.
Von 1797 bis 1810 unterstand der Ort dem Justiz- und Kammeramt Bayreuth. Mit dem Gemeindeedikt wurde Grüngraben dem 1812 gebildeten Steuerdistrikt Altenplos und der im gleichen Jahr gebildeten Ruralgemeinde Altenplos zugewiesen. Am 1. Januar 1978 wurde Grüngraben im Zuge der Gebietsreform in Bayern nach Heinersreuth eingemeindet.

### Einwohnerentwicklung
| Jahr      | 001819 | 001822 | 001861 | 001871 | 001885 | 001900 | 001925 | 001950 | 001961 | 001970 | 001987 |
| Einwohner | 100    | 114    | 149    | 172    | 181    | 169    | 173    | 247    | 221    | 227    | 73     |
| Häuser    |        | 19     |        |        | 28     | 29     | 30     | 35     | 42     |        | 24     |
| Quelle    | [ 3 ]  | [ 7 ]  | [ 10 ] | [ 11 ] | [ 12 ] | [ 13 ] | [ 14 ] | [ 15 ] | [ 16 ] | [ 17 ] | [ 1 ]  |

## Religion
Grüngraben ist evangelisch-lutherisch geprägt und nach Dreifaltigkeitskirche (Neudrossenfeld) gepfarrt.